# Зоран М. Благојевић
Зоран М. Благојевић (Јагодина, 10. мај 1947 — Београд, 31. мај 2007.) био је српски сликар, графичар и графички дизајнер.
Рођен је у Јагодини 1947. године, основну школу завршио је у Београду, Графичку школу у Загребу и Ликовну академију, одсек сликарства у класи проф. Милоша Бајића 1974. године у Београду.
Излагао је на десет самосталних изложби у земљи и иностранству (Београду, Загребу, Сарајеву, Есену и другим градовима), као и на више колективних изложби као слободан уметник. Подједнако вешто стварао је кичицом, графичком иглом и оловком. Дизајнирао је књиге, часописе, проспекте и други графички материјал.
Његов рад се сагледавао као "заокружени ликовни израз из споја поетског експресионизма и оног дела митолошког наслеђа, које се односи на демонологију. Поникао из суштинских својстава ауторове личности, његове ерудиције и набоја изразито критичке свести, на овај начин обликован израз до краја ће опстајати у готово непромењеном виду."
2002. се запослио у Етнографском музеју у Београду као ликовни реализатор изложби. Потписник је ликовног идентитета следећих изложби реализованих у изложбеном простору Музеја:  
- „Србија, живот и обичаји’ (2002)
- Благотин – истраживања 1989 -1999 (2003)
- Здраво сванули’’ (2003)
- ’’Медији и рат’’ (2004)
- „Народна култура Срба’’ (реализована у Националном музеју млинова у Немачкој, 2004)
- Изложба фотографија Јарослава Балвина (2004)
- „Невестински накит код Срба у XIX веку и првој половини XX века’’ (2004)
- „Српске бошче Косовског Поморавља’’ (2005)
- „Светлост – дух и тело’’ (2005)
- „Мртва природа – ризница ван времена’’ (2005)
- „Маске и ритуали у Србији’’ (2005)
- „Колекција јесен/зима 1867." Српска колекција из Руског етнографског музеја у Санкт Петербургу (2005/2006)

- „Пут дувана у Србији’’  (2006)
- „А шта је испод?’’ (2006)
- „Врата – капија два света’’ (2007)
- „Шта ми би?’’ (2007)